# Kingdom of Fear
Kingdom of Fear è l'album di debutto della band dance punk Shitdisco.

## Tracce
1. I Know Kung Fu
2. Reactor Party
3. Disco Blood
4. 72 Virgins
5. Dream of Infinity
6. 3D Sex Show
7. Lover of Others
8. Another
9. OK
10. Fear of the Future

## Formazione
- Joel Stone - chitarra, voce
- Joe Reeves - chitarra, voce
- Tom Straughn - tastiera, seconda voce
- Darren Cullen - batteria
- Jan Lee - basso